# Bergenia pacumbis
Bergenia pacumbis ( Paashaanbhed , Prashanbheda y otras grafías en la medicina tradicional de la India, Ayurveda) es una planta perteneciente a la familia Saxifragaceae. La planta se encuentra sobre todo en el Himalaya en zonas templadas de Cachemira a Bhután y en colinas Khasia en la altura 1500 metros.

## Propiedades
B. ligulata contiene Bergenin compuesto fenólico, y afzelequina, un tipo de flavan-3-ol y bergenin.

## Farmacología
El extracto alcohólico de la planta ha exhibido importantes propiedades antiinflamatorias, analgésicas y diuréticas. [ 4 ] fracción purificada de la droga ha mostrado una potente actividad antibacteriana. Purified fraction of the drug has shown potent antibacterial activity. Bergenia ligulata es una planta ampliamente utilizada en el sur de Asia, principalmente la India y Pakistán, como medicina tradicional para el tratamiento de la litiasis o cálculos renales. Los datos indican que la actividad antiurolítica en Bergenia ligulata, mediada posiblemente a través de CaC2O4 con la inhibición de cristales, con efectos diuréticos, hipermagneseuricos y antioxidantes, racionaliza su uso medicinal para el tratamiento de cálculos renales. La inhibición máxima del crecimiento de los cristales de monohidrato de oxalato de calcio, un mineral que aparece en la mayoría de los cálculos renales, se observó principalmente con extractos acuosos de Bergenia ligulata seguido de Tribulus terrestris, en un estudio de laboratorio.

## Taxonomía
Bergenia pacumbis fue descrita por (Buch.-Ham. ex D.Don) C.Y.Wu & J.T.Pan y publicado en Acta Phytotaxonomica Sinica 26(2): 126. 1988.
Sinonimia
- Bergenia ciliata f. ligulata (Wall.) Yeo
- Bergenia himalaica Boriss.
- Bergenia ligulata Engl.
- Saxifraga ligulata Wall.
- Saxifraga ligulata var. densiflora Ser.
- Saxifraga ligulata var. minor Wall. ex Ser.
- Saxifraga pacumbis Buch.-Ham. ex D. Don[9]